# Tillandsia 'Huamelula'
Tillandsia 'Huamelula' es un cultivar híbrido del género Tillandsia perteneciente a la familia Bromeliaceae.
Es un híbrido creado en el año 1993 con las especies Tillandsia ionantha × desconocido.